# Erotika (Cankar)
Erotika je pesniška zbirka Ivana Cankarja, ki je prvič izšla marca 1899 pri založniku Bambergu, drugič pa je izšla leta 1902. Prvo izdajo Erotike so zaradi neprimerne tematike uničili. Ljubljanski škof Jeglič je ukazal pokupiti in sežgati 700 izvodov. O tem dogodku je Cankar slišal, ko je bil na Dunaju, čez tri leta pa je zbirko ponovno izdal. V drugo izdajo je vključil pesmi, ki jih v prvi izdaji Erotike ni. Na te nove pesmi je opozoril z naslovom nova izdaja namesto druga izdaja. Nova izdaja Erotike je izšla kot Cankarjev protest zoper nekulturno dejanje ljubljanskega škofa, torej je bila v tem smislu Erotika iz leta 1902 politično dejanje. Hkrati je druga izdaja Erotike tudi zadnje Cankarjevo pesniško udejstvovanje, potem je liriko opustil in se v celoti posvetil prozi, pisanje poezije pa je prepustil svojemu, po njegovem mnenju bolj nadarjenemu prijatelju Otonu Župančiču.
Cankarjeva pesniška zbirka Erotika skupaj z Župančičevo zbirko Čaša opojnosti, ki je izšla istega leta, predstavlja začetek slovenske moderne.

## Zgradba in motivi
Obe izdaji Erotike vsebujeta tri cikle lirskih pesmi (Helena, Iz lepih časov, Dunajski večeri) in romance. Zbirka vsebuje tudi nekaj pesmi v prozi. Nova je le zaključna beseda oz. epilog na koncu knjige. V drugi izdaji je Cankar iz cikla Helena izločil štiri pesmi: Na licu nobenem gorjá ni, Kot začarane stojé, Večerni mrak svoj črni plašč in Na zemljo dahnil je večer. Iz cikla Iz lepih časov je zaradi lastnega nezadovoljstva izločil deset pesmi, cikel Dunajski večeri, ki je veljal za najbolj problematičnega, pa je ostal nespremenjen. Cankar je prav tako kot Župančič že s samim naslovom zbirke poudaril, da je pesniško upodobitev ljubezni premaknil k čutnosti bolj radikalno kot vsa dotedanja slovenska ljubezenska lirika. Zbirka vsebuje motive evropske dekadenčne lirike, naveličanost, izzivanje, drža lirskega subjekta in Cankarja je usmerjena proti krščanskim dogmam ipd. Vse to je podrlo pravila sramežljivosti, s katerimi je katoliška kritika v 19. stoletju dušila ljubezensko poezijo.

## Helena
Cikel Helena je tematsko najskladnejši. Sestavljen je iz desetih pesmi z erotično tematiko. V ospredje je postavljena ženska Helena, ki je idealizirana. V pesmih se pojavlja motiv minule ljubezni, ki pri lirskem subjektu pusti občutek samote in zavrženosti. Erotična nesreča lirskega subjekta je izpovedana na konvencionalen način. Lirski subjekt je v sedanjosti neljubljen, utaplja se v poetični žalosti ali pa se vrača v preteklost, skozi katero obuja ljubezen do Helene. V ciklu se kot kraj dogajanja pojavlja razkošno meščansko okolje (grad, gledališče, plesna dvorana …), v tem estetiziranem okolju pa je poudarjena Helenina lepota.

## Iz lepih časov
V prvi polovici cikla lirski subjekt obuja minulo ljubezen in upa, da se bo njegova ljubljena vrnila. Pesmi iz tega razdelka imajo tradicionalne kitične in metrične oblike in tudi sicer se še vedno vežejo na zglede iz naše poromantične poezije. Drugi del cikla, ki je nastal iz ljubezni do Ane Lušinove, je modernejši. Pesmi so oblikovane bolj sodobno in brez očitnega vpliva tradicije, na začetku teh pesmi pa stoji izpoved o čutnočustveni omami. V ciklu se pojavlja motiv ženske nezvestobe, v lirskem subjektu pa se zaradi tega pojavi želja po maščevanju, saj sanjari o tem, da bi se predal drugi ženski.

## Dunajski večeri
Vse pesmi cikla so ljubezenske, razen prve, ki obravnava socialno neenakost v tujem velemestu. Ta cikel je najbolj dekadenten. V pesmih so opisana erotična srečanja ljubimcev, zato je poleg njune duhovne navezanosti v pesmih poudarjena tudi telesnost, za tisti čas pa gre za dokaj izzivalne ubeseditve čutne erotike. Na eni strani so opisani privlačni telesni detajli, na drugi strani pa so opisane osebe, ki telesno niso privlačne. Cikel prikazuje dunajsko velemestno ozračje, javne ženske, boheme, pregreho, razkošne in omamne strasti, bolno utrujenost, nostalgijo po poštenju, stud do življenja in željo po smrti. V ciklu je zaznaven tudi poseben Cankarjev odnos do greha in grešnikov. V pesmih ne moralizira, ampak skuša razumeti grešnikovo situacijo ter z njim sočustvovati.

## Romance
Pri romancah gre večinoma za starejše pesmi iz Aškerčeve šole. Za prepletanje heterogenih idejnih prvin, čustveno vrenje in miselno iskanje v mladem Cankarju je značilna pesem Sulamit, v kateri se dekadentska retorika prepleta s socialnim čustvovanjem. Za romance sta značilna orientalsko okolje in motivika, osebe, ki nastopajo v pesmih, pa so znane zgodovinske osebe (vladarji, filozofi itd.).